# Tatiana Velikànova
Tatiana Mikhàilovna Velikànova (rus: Татья́на Миха́йловна Велика́нова, 3 de febrer de 1932 a Moscou - ídem el 19 de setembre del 2002) fou una matemàtica i dissident soviètica. Destacada membre del moviment prodrets humans a la Unió Soviètica, fou durant molt temps editora de Crònica dels esdeveniments actuals (rus: Хроника текущих событий, Khrónika tekúsxikh sobiti), una publicació clandestina.
Velikànova també fou co-fundadora de les primeres organitzacions de drets humans a la Unió Soviètica post-Stalin, el Grup d'iniciativa per a la protecció dels drets humans a l'URSS (rus: Инициативная группа по защите прав человека в СССР, Initsiatívnaia gruppa po zasxite prav txeloveka v SSSR). Durant gairebé nou anys fou condemnada a viure en un camp de presoners i a exili intern dins de l'URSS com a presa política.

## Biografia
Era filla de l'hidròleg i hidrodinàmic Mikhaïl Velikànov. El 1954 Velikànova es va graduar en Mecànica i Matemàtiques a la Universitat Estatal de Moscou i va treballar com a mestre en una escola rural a la zona dels Urals. A partir del 1957 i fins al 1975 fou empleada al centre de computació de Moscou, com a programadora.
El marit de Velikànova, el lingüista Konstantín Babitski, va ser un dels set membres de la protesta contra la invasió de les tropes del Pacte de Varsòvia a Txecoslovàquia del 25 d'agost de 1968, i va ser exiliat durant 3 anys a la República de Komi.
El 1969, Velikànova va convertir en un dels membres fundadors de la primera organització soviètica de drets humans, el Grup d'iniciativa per a la protecció dels drets humans a la Unió Soviètica. El 1970 Velikànova va efectuar importants funcions d'organització en la preparació de la publicació principal dels activistes soviètics de drets humans Crònica dels esdeveniments actuals, una publicació samizdat de notícies escrites a màquina, que aparegué des del 1968. En nou anys sota la seva direcció es van publicar una trentena d'edicions de la "crònica". Al maig de 1974 Velikànova, Serguei Kovaliov i Tatiana Khodoróvitx reivindicaren obertament la responsabilitat de la distribució d'aquesta publicació.
L'1 de novembre de 1979 Tatiana Velikànova fou arrestada pels càrrecs de "propaganda antisoviètica". L'agost de 1980 el Tribunal Municipal de Moscou la va condemnar a 4 anys de presó i 5 anys d'exili. Finalment fou enviada a complir la seva sentència a Mordòvia, - a l'oest del Kazakhstan (província de Manguistau).
L'estada a la presó de Velikànova es descriu en la història: "Gris - el color de l'esperança", rus: Серый — цвет надежды Seri - svet nadejdi, escrita per la seva companya d'empresonament Irina Ratuixínskaia.
Tatiana Velikànova va ser alliberada del seu exili el 1987, en l'època de la perestroika. Va viure a Moscou i va treballar com a professora de matemàtiques a l'Escola Estatal de Moscou 57. Va descriure un mètode d'ensenyament de les matemàtiques.